# Orzeł (wiersz)
Orzeł (The eagle) – wiersz angielskiego poety Alfreda Tennysona, jednego z najważniejszych twórców epoki wiktoriańskiej, opublikowany po raz pierwszy w 1851 roku.

## Charakterystyka ogólna
"Orzeł" jest sześciowersowym epigramatem. Składa się z dwóch strof trójwersowych. Należy do najkrótszych wierszy poety, ale też najczęściej przedrukowywanych w antologiach. Jest też zamieszczany na coraz to nowych stronach internetowych, co najlepiej świadczy o jego niesłabnącej popularności.
He clasps the crag with crooked hands;
Close to the sun in lonely lands,
Ring'd with the azure world, he stands.
The wrinkled sea beneath him crawls;
He watches from his mountain walls,
And like a thunderbolt he falls.

## Forma
Wiersz zbudowany jest z tercetów monorymowych, pisanych jambicznym czterostopowcem. Ważną rolę odgrywa w nim aliteracja, dobitna zwłaszcza w pierwszym wersie, która buduje spójność formalno-treściową utworu, łącząc między innymi słowa: clasps, crag, crooked i close. 

## Treść
Utwór jest przykładem skondensowanego obrazu poetyckiego. Jest on oparty na kontraście. Zwrotki różnią się tematycznie. Pierwsza opisuje stan bezruchu, w jakim znajduje się tytułowy ptak. Druga natomiast pokazuje czynności - ruch morskich fal daleko w dole, badawcze spojrzenie drapieżnika, wreszcie jego błyskawiczne pikowanie, zapewne w stronę zauważonej ofiary. To przeciwstawienie statyki i dynamiki jest podstawową osią konstrukcyjną utworu.

## Przekład
Wiersz Tennysona przełożył na język polski, z zachowaniem jego formy wersyfikacyjnej i instrumentacyjnej, Stanisław Barańczak na potrzeby antologii Od Chaucera do Larkina. Barańczak nie tylko utrzymał postać strofy monorymowej, stosując zresztą rymy łączące się w asonans [-ale] -i [-ada], ale świadomie zastosował instrumentację spółgłoskową, nasycając tekst grupami [sk], [st] i [sp]. Oczywiście, zachował też jambiczne metrum oryginału, zmieniając tylko klauzulę męską na żeńską. Swoją wersję przedstawił też wspomniany Wiktor Jarosław Darasz, ale nie dorównuje ona przekładowi Barańczaka.